# Frank Greer
Frank Bartholomew Greer (East Boston, 26 de fevereiro de 1879 - 7 de maio de 1943) foi um remador estadunidense.
Frank Greer competiu nos Jogos Olímpicos de 1904, na qual conquistou a medalha de ouro no skiff simples.